# Teglio
Teglio (deutsch Tell) ist eine Gemeinde im Tal Veltlin in der italienischen Provinz Sondrio in der Region Lombardei.

## Lage und Einwohner
Die Gemeinde Teglio liegt rund 15 Kilometer (Luftlinie) östlich von der Provinzhauptstadt Sondrio im mittleren Veltlin. Sie grenzt im Norden an den Schweizer Kanton Graubünden. Mit den Fraktionen Carona, Sant'Antonio, Vangione, San Giacomo, San Gervasio, San Giovanni, San Rocco, Somasassa, Frigeri, Ligone, Prato Valentino und Tresenda hat die Gemeinde 4628 Einwohner (Stand 31. Dezember 2024). Das sehr große Gemeindegebiet erstreckt sich über den vom Adda durchflossenen Talgrund auf die gegenüberliegende Talseite. Das Klima auf der meist nebelfreien Sonnenterrasse ist äußerst mild und günstig, was den Weinbau fördert.
Die Nachbargemeinden sind Aprica, Bianzone, Brusio (CH-GR), Castello dell’Acqua, Chiuro, Corteno Golgi (BS), Paisco Loveno (BS), Ponte in Valtellina, Schilpario (BG), Valbondione (BG), Villa di Tirano und Vilminore di Scalve (BG).  

### Bevölkerungsentwicklung

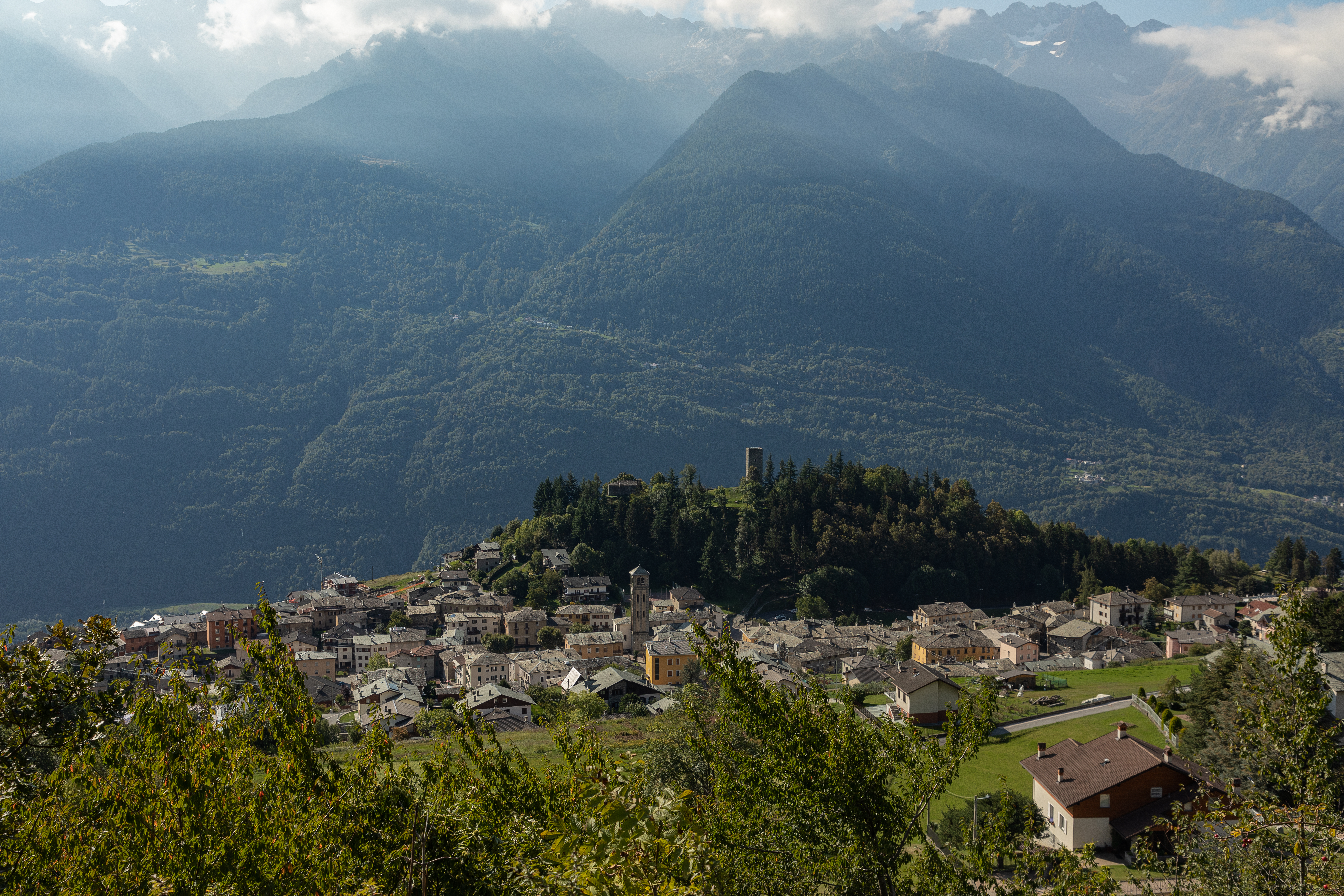
Panorama Teglio

### Verkehrsanbindung
Die Zufahrt zur Ortschaft von der Staatstraße 38 führt über eine kurvenreiche Hauptstrasse vom Talgrund ab Chiuro. Mit dem Bahnhof Tresenda-Aprica-Teglio hat die Gemeinde, seit 1902,  Anschluss an die Bahnlinie Tirano-Lecco. In der Fraktion San Giacomo hat sie einen weiteren Bahnhof.

## Geschichte

### Frühzeit
Der Name leitet sich nach Meinung der Gelehrten aus dem lateinischen "Vallis Tellina" ab, was so viel bedeutet wie Valle di Teglio (dt. Tal von Teglio).
Die Spuren der Besiedelung reichen ins 3. Jahrhundert v. Chr. zurück. Im sehenswerten örtlichen Palazzo Besta sind einige mit bronzezeitlichen Gravuren versehene Steinrelikte zu sehen, ähnliche wie im Valcamonica. An einzelnen Altertümern nagt zwar der Zahn der Zeit, da nur wenig Geld für den Erhalt der Bauten und Fresken vorhanden ist, allerdings werden dank EU-Beitragsgeldern viele Kulturbauten und Projekte zur Förderung des Tourismus umgesetzt, um die örtliche Geschichte sichtbar zu erhalten. Der Torre Deli Beli Mirre überragt den Ort, von dort hat man eine gute Aussicht in die Valtellina, deren Geschichte stark geprägt ist von der geografischen Lage am südlichen Alpenrand. Die Kirche Sant’Eufemia im Ortszentrum vereinigt mehrere Baustile in sich: romanische, gotische und barocke Elemente. Sehenswert sind auch die alpin mittelalterlichen Steinbauten (u. a. Mühlen, Weintorkel) der örtlichen Bauern- und Volkskultur, die bis in die Römerzeit und ins Mittelalter zurückführt.

### Spätmittelalter
1487 wurde Teglio beim ersten Veltliner Feldzug von den Bündnern erobert und als Verwaltungssitz erwählt. Nach dem Übergang des Tals 1512 an den Dreibündestaat wurde am 27. Juni in Teglio der Vertrag über das neue Verhältnis zwischen Bündnern und Veltlinern beschworen. Die Einwohner bewahrten unter Bündner Herrschaft die von Mailand innegehabten Privilegien. Teglio war ein strategisch wichtiger Sitz eines Bündner Podestàten und delegierte einen Vertreter in den Talrat.

### Reformation und Gegenreformation
In Teglio und Boalzo wandten sich seit etwa 1580 einige Familien dem evangelischen Glauben zu und beanspruchten Anteile an der katholischen Kirche und dem Kirchengut. Die herrschenden Bündner unterstützten dieses Ansinnen. Die protestantischen Familien feierten fortan ihre Gottesdienste in der Sant’Orsola-Kirche, die ursprünglich eine Humiliaten-Kirche gewesen war. Ab 1619 stieß die evangelische Mitbenützung der Kirche auf massiven Widerstand der Katholiken. Am Sonntag, dem 19. Juli 1620, zog Giacomo Robustelli mit seiner Truppe nach Teglio, wo sich Azzo und Carlo Besta, zwei lokale Adlige, der Verschwörung anschlossen. Unter ihrer Führung wurden die Reformierten während des Gottesdiensts überrascht. Der Widerstand einiger Mutiger im Kirchturm wurde schnell überwunden, indem man den Turm in Brand setzte. Besondere Erwähnung in zeitgenössischen Quellen findet die Ermordung von Anton Besta, «der frömbsten, reichesten, vnd best qualificirtesten Edelleut einer im gantzen Land», der nächste Vetter des Azzo und Carlo Besta. Auch der dort wirkende reformierte Bündner Pfarrer Jan Peider Danz wurde ermordet. In Teglio starben während den sogenannten Bündner Wirren 62 Menschen im sogenannten Veltliner Mord, der insgesamt etwa 600 Protestanten das Leben gekostet hatte. Nur wenige konnten flüchten.

### Neuzeit
1797 war Teglio unter den ersten Gemeinden, die sich vom damaligen Bündner Staatsverband der Drei Bünden lossagten und den von den französischen Truppen propagierten Freiheitsbaum aufpflanzten. Ab diesem Zeitpunkt sind Teglio und das Veltlin Teil der Geschichte Italiens, und es kam zu einer staatlichen Ablösung vom Dreibündenstaat und der Schweiz und zu einer eigenständigen Entwicklung im staatlichen Raume Italiens. Die Bevölkerung lebt traditionsgemäss zur Hauptsache von der Landwirtschaft, dem Tourismus und dem örtlichen Bau- und Gewerbewesen. Wegen der vorzüglichen Wohnlage und den klimatisch günstigen Bedingungen blühte in den letzten Jahrzehnten der Zweitwohnungsbau auf. Der Ort ist Mitglied der 1999 in Italien gegründeten Bewegung Cittàslow zur Entschleunigung und Erhöhung der Lebensqualität in Städten.

## Sehenswürdigkeiten

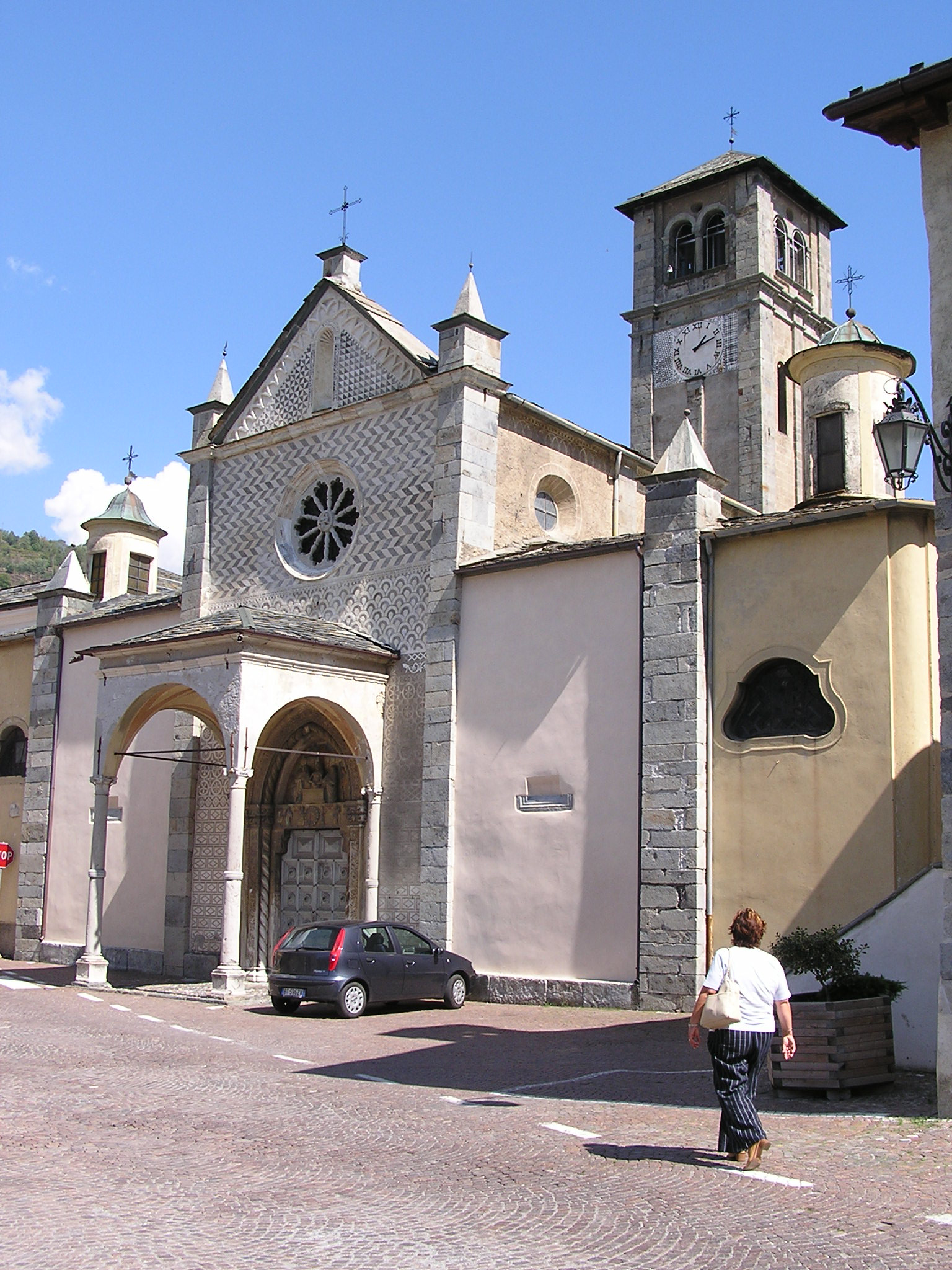
Kirche Sant’Eufemia

### Sakralbauten

#### Kirchen im Kern vom Teglio
- Kirche Santa Eufemia, Pfarrkirche Teglio, Piazza Sant’Eufemia
- Kirche Santo Stefano, via Castello (pineta)
- Kirche San Pietro, via Roma
- Kirche San Silvestro, via San Silvestro
- Kirche San Lorenzo im Ortsteil Lago, via Besta
- Kirche Sant’Orsola, via Italia
- Oratorium dei Bianchi, Piazza Sant’Eufemia
- Oratorium dei Neri, jetzt Kirche San Luigi, Piazza Sant’Eufemia.
- Kirche Santa Maria Maddalena im Fraktion Valgella.

#### Kirchen der Pfarrei Tresenda
- Kirche San Michele, Pfarrei von Tresenda
- Kirche Sant’Abbondio in der Fraktion Boalzo
- Kirche Sant’Omobono in der Fraktion Carona
- San Giovanni Battista in der Fraktion Caprinale
- Kirche Santa Maria Assunta in der Fraktion Bondone

### Zivilbauten
- Torre de li beli miri (Ruine des Schlosses von Teglio), via castello (pineta), Tegliosymbol
- Palazzo Besta und Museum Antiquarium Tellinum, Via Besta
- Palazzo del Comune, Piazza Sant’Eufemia
- Palazzo Cattani – Morelli, Via Valli
- Palazzo Besta – De' Gatti, Via Salita San Silvestro
- Palazzo Juvalta – Cima, Via Besta
- Casa Ongania – Botterini – Tudori, Via Besta
- Palazzo Piatti – Reghenzani Casa del Cuco, Piazza Sant’Eufemia
- Ruine des Schlosses von Ripa, Via Strada Bela
- Ca' del Boia und alte Gefängnisse, Via Piatti

## Persönlichkeiten
- Fabio Besta (1845–1922), Wirtschaftshistoriker

## Bilder

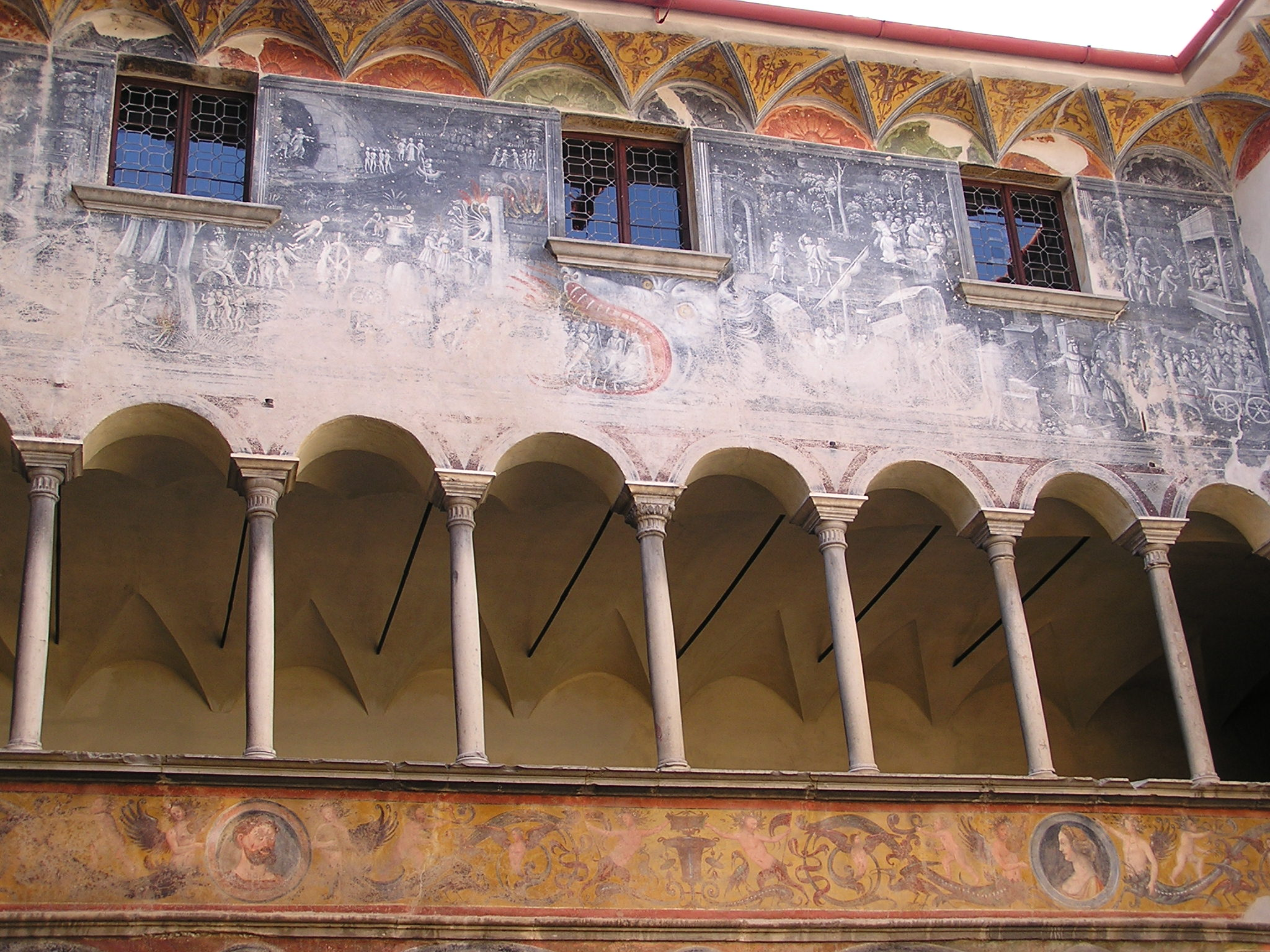
Palazzo Besta
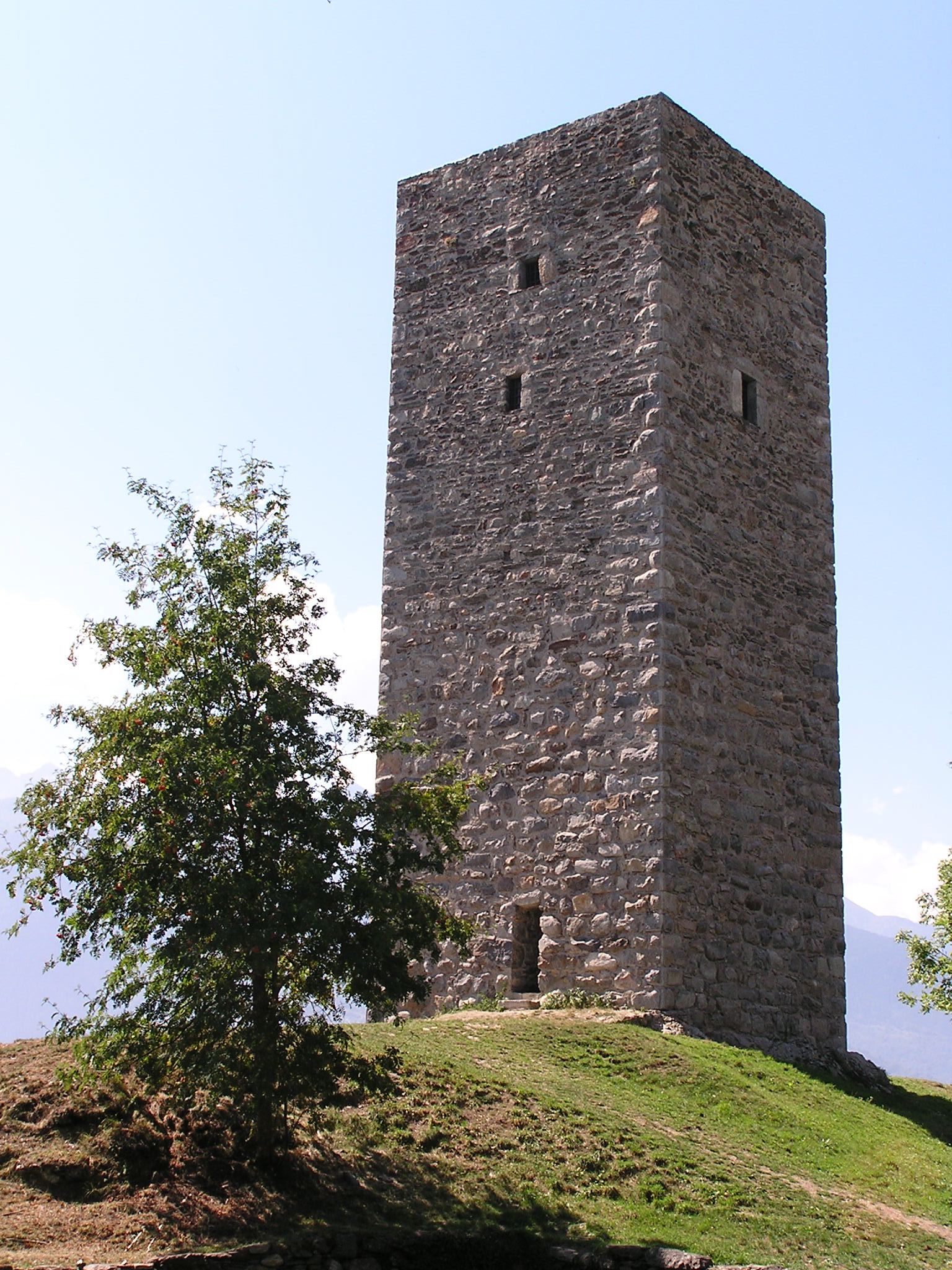
Der Torre Deli Beli Mirre
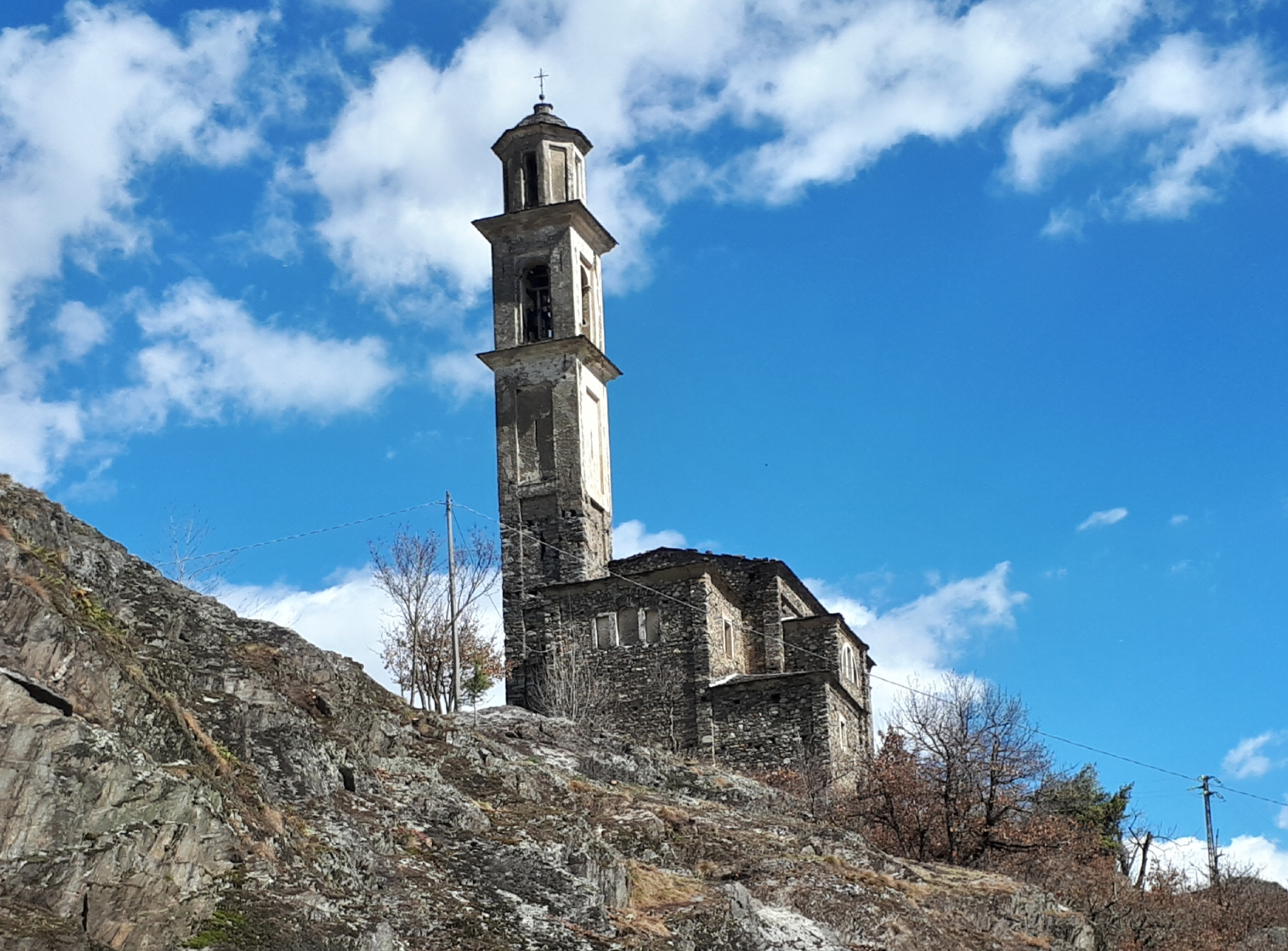
Kirche San Gottardo
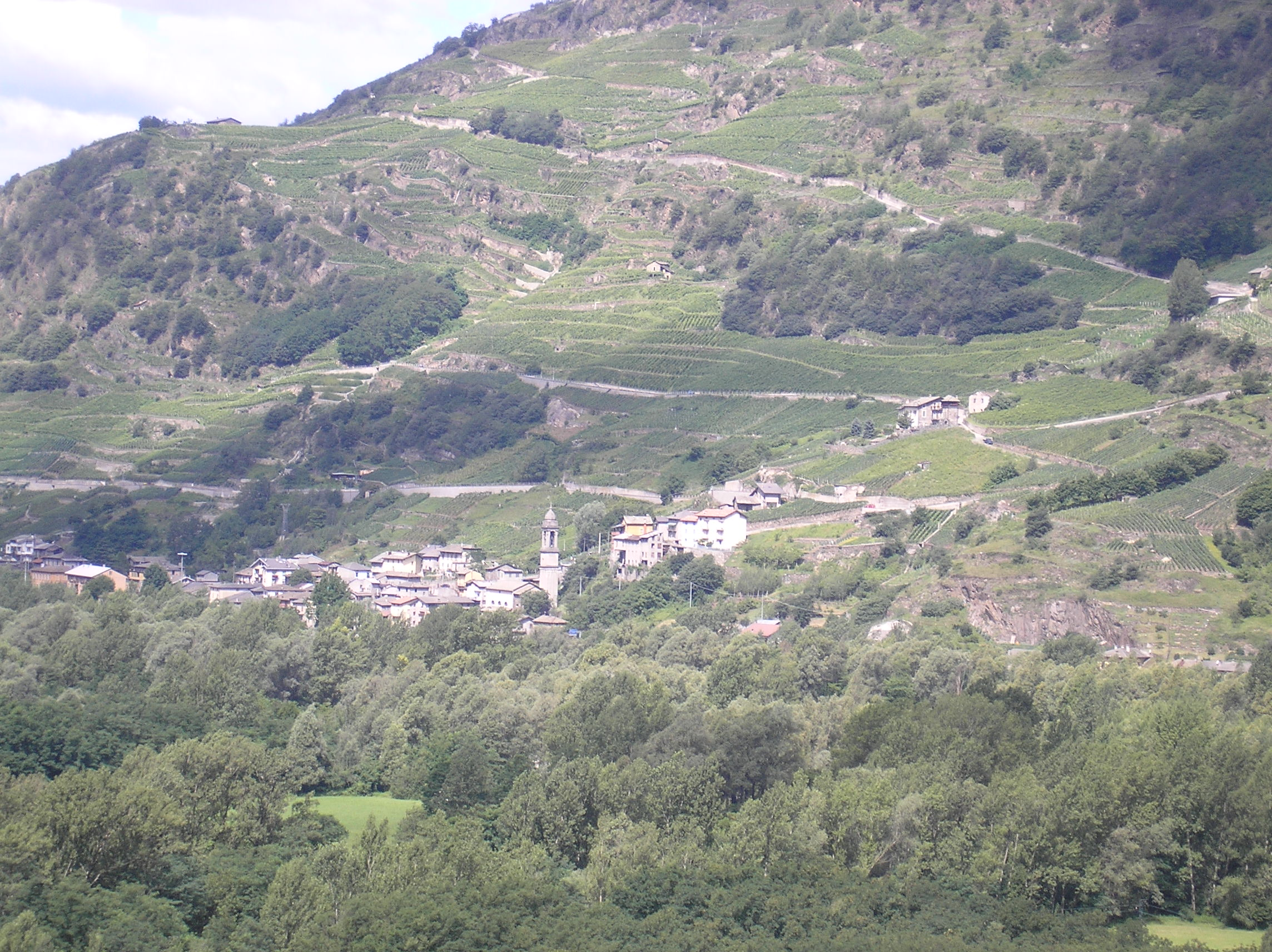
Tresenda
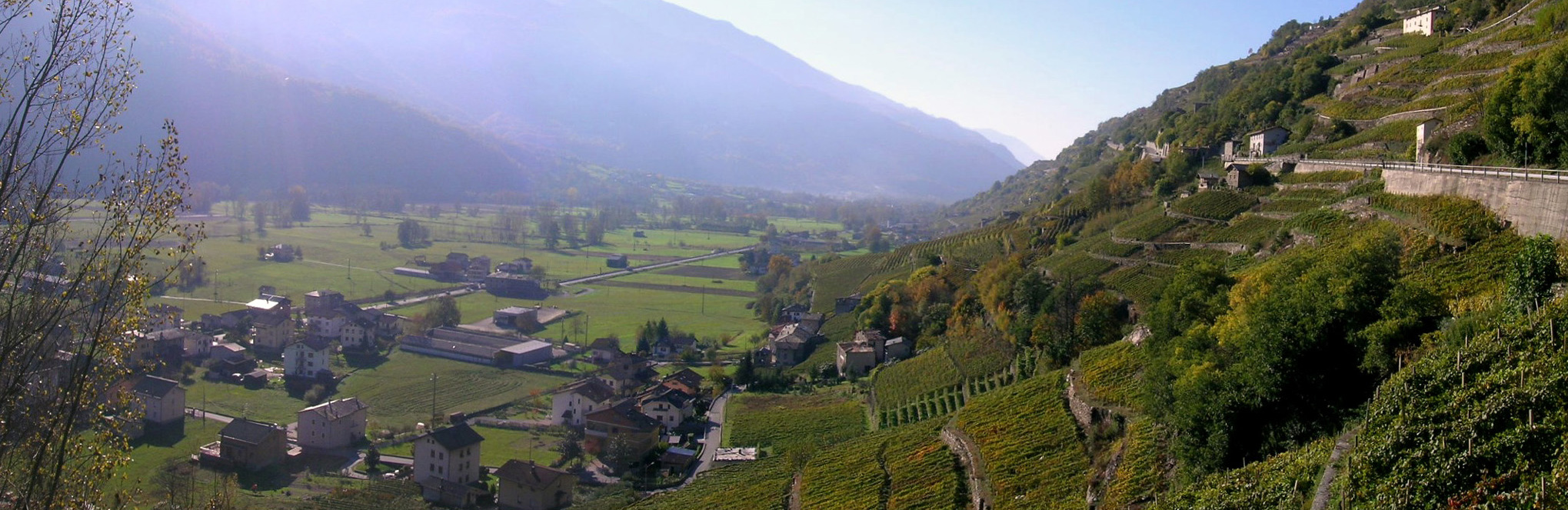
Weinberge Valgella